# Кошеня (мультфільм)
Кошеня (рос. Котёнок, англ. The Kitten) — мультфільм 1979 року, режисера Анатолія Кирика за сценарієм Юхима Чеповецького на Київській кіностудії науково-популярних фільмів. У фільмі немає тексту, тількі музичний супровід композитора В. Шаповаленка. Використовується техніка комбінування лялькової мультиплікації та відео.

## Сюжет
Маленький хлопчик боїться виходити на вулицю взимку в холодну пору. Але хлопчик, переборовши власний страх, рятує маленького котика, що замерзає у завирюху.